# Filterblokkade
Een filterblokkade is een vorm van protest middels een wegblokkade met voertuigen, meestal vrachtwagens, die zo opgesteld staan dat enkel een personenauto zich er een weg kan doorbanen.
Tijdens grote stakingsacties van vrachtwagenbestuurders worden dit soort blokkades weleens opgeworpen op autowegen om collega's die niet mee actievoeren de verdere doorgang te verhinderen. De vrachtwagens van de stakende chauffeurs worden dusdanig opgesteld dat er slechts een smal kronkelend pad overblijft tussen de stilstaande vrachtwagens waar enkel een personenwagen door kan. Een vrachtwagen of grote bestelwagen rijdt zich meteen vast in deze smalle doorgang.